# Elena Matous
Elena Matous (Bolzano, 19 maggio 1953) è un'ex sciatrice alpina italiana naturalizzata sammarinese nel 1973, che gareggiò anche con i colori dell'Iran (1974-1977) e del Lussemburgo (dal 1977), vincitrice della Coppa Europa nel 1974.

## Biografia
Nata a Bolzano e residente a Cortina d'Ampezzo, era figlia dell'hockeista su ghiaccio e tennista cecoslovacco Milan Matouš, fuggito dal suo paese in Italia nel 1948, e moglie di Fausto Radici, a sua volta sciatore alpino.

### Carriera sciistica
Sciatrice polivalente, ottenne i primi successi in carriera ai Campionati italiani 1970, dove vinse la medaglia d'oro nella discesa libera, nello slalom gigante e nella combinata;  in Coppa del Mondo conquistò il primo risultato di rilievo il 13 marzo 1973 a Naeba in slalom speciale (10ª) e in Coppa Europa nella stagione 1973-1974 si aggiudicò sia la classifica generale sia quella slalom speciale, mentre in quella di slalom gigante fu 2ª.
In Coppa del Mondo conquistò l'unico podio il 15 dicembre 1976 a Cortina d'Ampezzo (2ª in discesa libera alle spalle di Annemarie Moser-Pröll) e l'ultimo piazzamento il 7 gennaio 1980 a Pfronten (12ª in discesa libera); non prese parte a rassegne olimpiche e non ottenne piazzamenti ai Campionati mondiali.

## Palmarès

### Coppa del Mondo
- Miglior piazzamento in classifica generale: 22ª nel 1977
- 1 podio:
  - 1 secondo posto

### Coppa Europa
- Vincitrice della Coppa Europa nel 1974[6]
- Vincitrice della classifica di slalom speciale nel 1974[6]

### Campionati italiani
- 6 medaglie[5]:
  - 5 ori (discesa libera, slalom gigante, combinata nel 1970; discesa libera nel 1971; slalom speciale nel 1972)
  - 1 argento (discesa libera nel 1972)